# Starting Over
《Starting Over》是太極樂隊的雷有輝於2005年所發行的首張個人專輯。

## 介紹
2004年度最後一位「新人」雷有輝，推出了他出道逾二十年以來首張個人專輯《Starting Over》，以個人身份在樂壇重新出發。
首次以個人身份推出專輯的雷有輝，一共演繹了五首全新作品及六首翻唱作品。在五首新歌中，其中三首為粵語歌曲，另外還有兩首國語版。
「爸爸」粵語版寫自己跟兒子的感情，國語版則寫他與父親的疏離與親密，兩者是截然不同的情懷。
而翻唱歌曲都是時下女歌手的作品，如容祖兒的「心淡」、鄭融的「終生學習」以及楊千嬅的「閃靈」等。

## 曲目
| 次序 | 歌名           | 填詞   | 作曲   | 編曲   |
| ---- | -------------- | ------ | ------ | ------ |
| 1.   | 爸爸           | 余邵琪 | 雷有輝 | 雷有輝 |
| 2.   | 終生學習       | 梁勵文 | 謝杰   | 雷有輝 |
| 3.   | 落地開花       | 黃偉文 | 雷頌德 | 雷有輝 |
| 4.   | 兩個人的幸運   | 林夕   | 金培達 | 雷有輝 |
| 5.   | 多謝失戀       | 黃偉文 | 伍樂城 | 雷有輝 |
| 6.   | 旁人怎好       | 余邵琪 | 雷有輝 | 雷有輝 |
| 7.   | 閃靈           | 林夕   | 伍樂城 | 雷有輝 |
| 8.   | 心淡           | 黃偉文 | 徐繼宗 | 雷有輝 |
| 9.   | 背後的歌       | 甄健強 | 雷有輝 | 雷有輝 |
| 10.  | 爸爸（國）     | 李焯雄 | 雷有輝 | 雷有輝 |
| 11.  | 有你在懷（國） | 姚謙   | 雷有輝 | 雷有輝 |